# Doak Walker
College Football Hall of Fame 1959
Pro Football Hall of Fame 1986
(en) Statistiques sur pro-football-reference
Ewell Doak Walker Jr (né le 1er janvier 1927 à Dallas et mort le 27 septembre 1998 à Steamboat Springs) est un joueur américain de football américain évoluant au poste de halfback et de kicker/punter.

## Carrière

### Enfance
Natif de Dallas, Walker fait ses études à la Highland Park High School et fait partie des différentes équipes de son lycée. Il rencontre Bobby Layne lors de ces années et joue notamment avec lui dans l'équipe de football.

### Université
Lors de son entrée à l'université, Walker joue aux postes de running back, defensive back et place kicker. Il remporte le Trophée Heisman en 1948 et est nommé All-American. En 2007, il est classé quatrième par ESPN dans le classement des vingt-cinq meilleurs joueurs universitaire de l'histoire.

### Professionnel
Walker est drafté au premier tour du draft de 1949 par les Bulldogs de New York mais il n'est utilisé aucune fois par la franchise qui le laisse aux Lions de Détroit au début de la saison 1950 où il marque onze touchdowns ainsi que 92,7 % de réussite aux tirs, statistique qui sera améliorée la saison suivante avec un 97,7 % et un exceptionnel 100 % de réussite avec 43 tirs réussis sur 43. Dès sa première saison, il est sélectionné pour le Pro Bowl et retrouve son coéquipier de lycée Bobby Layne.
En 1952, il ne joue que sept matchs mais remporte le titre de champion de la NFL et récidive l'année suivante avec un nouveau titre de champion de la NFL.
Il fait ensuite ses deux dernières saisons avec les Lions en 1954 et 1955 où il est sélectionné pour le Pro Bowl. Il prend sa retraite à la fin de la saison 1955.

## Honneurs
Quatre ans après l'annonce de sa retraite, il est introduit au College Football Hall of Fame. Son maillot est retiré des effectifs des Lions. En 1972, son introduction au Pro Football Hall of Fame lui est refusée, sa candidature est rejetée lors des années 1973, 1974 et 1976. En 1986, il est finalement introduit dans le temple de la renommée.
Néanmoins, son introduction au cercle très fermé du PFHOF lui vaut des critiques, surtout de la part de Paul Zimmerman qui qualifie Walker de « joueur le moins digne du Hall of Fame ».

## Décès
Il meurt des suites de ses blessures lors d'un accident de ski en 1998. Un trophée est créé en son honneur, le Doak Walker Award, donné au meilleur running back dans le football universitaire chaque saison.
Peu de temps après son décès, le running back Ricky Williams troque son numéro #34 pour un soir, arborant le numéro #37 en hommage à Walker.

## Statistiques
| Année  | Équipe | MJ     |        | Field goals | Field goals | Field goals | Field goals |         | Extra Points | Extra Points | Extra Points |      | Punt | Punt | Punt |
| Année  | Équipe | MJ     | Tentés | Réussis     | %           | Long        | Tentés      | Réussis | %            | Tentés       | Yards        | Moy. |      |      |      |
| 1950   | Lions  | 12     | 18     | 8           | 44,4        | 47          | 41          | 38      | 92,7         | 32           | 1 278        | 39,9 |      |      |      |
| 1951   | Lions  | 12     | 12     | 6           | 50          | 23          | 44          | 43      | 97,7         | 9            | 316          | 35,1 |      |      |      |
| 1952   | Lions  | 7      | 5      | 3           | 60          | 21          | 5           | 5       | 100          |              |              |      |      |      |      |
| 1953   | Lions  | 12     | 19     | 12          | 63,2        | 41          | 29          | 27      | 93,1         |              |              |      |      |      |      |
| 1954   | Lions  | 12     | 17     | 11          | 64,7        | 36          | 43          | 43      | 100          |              |              |      |      |      |      |
| 1955   | Lions  | 12     | 16     | 9           | 56,3        | 41          | 29          | 27      | 93,1         | 9            | 362          | 40,2 |      |      |      |
| Totaux | Totaux | Totaux | 87     | 49          | 56,3        | 47          | 191         | 183     | 95,8         | 50           | 1 956        | 39,1 |      |      |      |

## Vie privée
Doak se marie avec une amie du lycée avec qui il a quatre enfants. Mais ils se séparent et Walker se marie à la skieuse olympique Skeeter Werner.